# باريس في الحرب العالمية الأولى

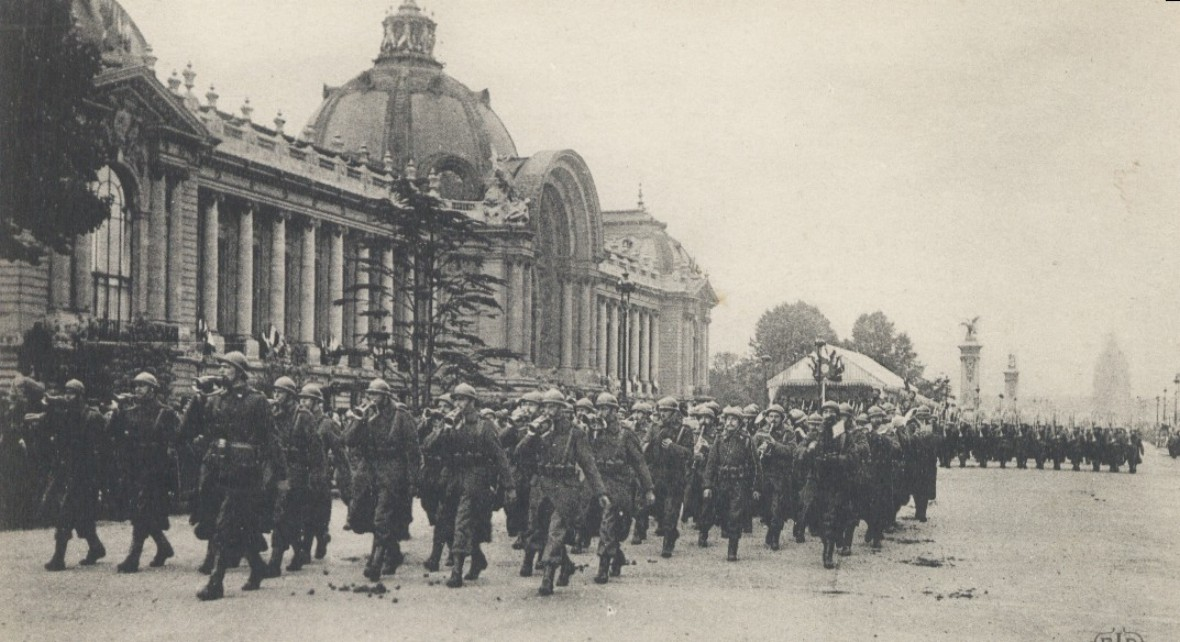

دخل الباريسيون الحرب العالمية الأولى (1914-1918) في أغسطس 1914 بموجة من الحماسة الوطنية، ولكن في غضون أسابيع قليلة كانت باريس قريبة من الخطوط الأمامية وقُصفت من قِبل الطائرات والمدفعية الألمانية. عانى الباريسيون من نقص في الغذاء والتقنين ووباء الإنفلونزا، لكن المعنويات ظلت مرتفعة حتى اقتراب نهاية الحرب. مع رحيل الشباب إلى الخطوط الأمامية، احتلت النساء مكانًا أكبر بكثير في مجال القوى العاملة. وشهدت المدينة أيضًا تدفقًا كبيرًا من المهاجرين الذين جاءوا للعمل في مصانع الدفاع. شهدت نهاية الحرب في 11 نوفمبر 1918 احتفالات ضخمة في شوارع باريس.

## التعبئة في باريس
في 28 يونيو 1914، وصلت الأخبار إلى باريس حول اغتيال الأرشيدوق فرانس فرديناند، وصي عرش النمسا، من قِبل القوميين الصرب في سراييفو. أعلنت الإمبراطورية النمساوية المجرية الحرب على صربيا في 28 يوليو، وبحسب شروط تحالفاتها، انضمت الإمبراطورية الألمانية إلى الإمبراطورية النمساوية المجرية، في حين دخلت روسيا وبريطانيا العظمى وفرنسا في الحرب ضد الإمبراطورية النمساوية المجرية وألمانيا في تتابع سريع. عارض الحرب بعض الاشتراكيين البارزين ودعاة السلام، لكن الصحافة ومعظم القادة السياسيين ضغطوا في سبيل شن الحرب. في 31 يوليو، قبل يوم واحد من إعلان التعبئة العامة في فرنسا، اغتيل أحد أبرز قادة اليسار الفرنسي، وهو السياسي الاشتراكي جان جوريس، المعارض الصريح للانخراط في الحرب، في مقهى كرواسون في حي مونمارتر، في مكان ليس بعيد عن مكاتب الصحيفة الاشتراكية «الإنسانية»، على يد راؤول فيلان، وهو رجل غير مستقر عقليًا اعتبر جوريس «عدوًا لفرنسا».
طُلب من معظم الباريسيين الذكور في سن الجيش الورود في 2 أغسطس إلى محطات محددة حول المدينة للتعبئة في الجيش. توقعت قيادة الجيش أن ثلاثين بالمئة منهم لن يحضروا، ولكن لمفاجأتهم حضر جميع مقدمي الطلبات باستثناء واحد في المائة. ظهر الشاعر والروائي أناتول فرانس، والذي يبلغ من العمر سبعين عامًا، في محطة التجنيد لإظهار دعمه. كانت وزارة الداخلية مستعدة لاعتقال دعاة السلام والاشتراكيين البارزين الذين عارضوا الحرب، ولكن في ظل وجود معارضة قليلة للحرب، لم تُجر الاعتقالات على الإطلاق. في اليوم التالي، 3 أغسطس، أعلنت ألمانيا الحرب على فرنسا.

## باريس على الخطوط الأمامية
شهد اندلاع الحرب العالمية الأولى في أغسطس 1914 مظاهرات وطنية في ميدان الكونكورد وفي محطة السكك الحديدية الشرقية وفي محطة الشمال حين غادر الجنود المعبئون نحو الجبهة. ولكن بينما كانت صحف باريس واثقة من تحقيق نصر سريع، اجتاحت ألمانيا الجيش البلجيكي وسارت بسرعة نحو باريس.
في 26 أغسطس، وصلت قطارات محملة باللاجئين من بلجيكا إلى محطة الشمال ومُنحوا المأوى في سيرك باريس. في 30 أغسطس، ظهرت طائرة ألمانية فوق باريس وأسقطت ثلاث قنابل، واحدة على شارع ريكولتس، والأخرى على مبنى كو دي فالمي، والأخيرة على شارع فيناغريس. قتلت القنبلة الأخيرة امرأة عجوز وأصابت ثلاثة أشخاص. لم تسمح سلطات المدينة بذكر الضحايا في الصحافة. ظهرت طائرة أخرى في 31 أغسطس لإسقاط رسالة تزعم أن الألمان هزموا الجيش الفرنسي في سان كوينتين، وظهرت طائرة ثالثة في 1 سبتمبر، أسقطت المزيد من القنابل  وقتلت هذه المرة شخصًا وجرحت ستة عشر. أُخفي الضحايا أيضًا عن الجمهور.

## الحياة اليومية
تكيف الباريسيون تدريجيًا مع الحياة في ظل وجود المدينة بحالة حرب. أُعيد تسمية جادة ألمانيا إلى جادة جان جوريس وأُعيد تسمية شارع برلين إلى شارع ليج. تحول القصر الكبير إلى مستشفى عسكري. بعد انقطاع قصير، أُعيد فتح مسارح باريس، وعُرضت المسرحيات ذات الموضوعات الوطنية، وكانت الحفلات الموسيقية التي توفر الموسيقى والطعام والرقص مزدحمة.
عندما أصبح من الواضح أن الحرب ستكون طويلة، بدأت الحكومة في السيطرة على نظام توزيع الغذاء في المدينة. سمح قانون أكتوبر 1915 للدولة بالاستيلاء على القمح والحبوب الأخرى بسعر تحدده الحكومة. في عام 1916، امتدت الضوابط إلى الحليب والسكر والبيض. تشكلت وزارة التموين الغذائي في عام 1917 لتحسين التحكم في التوزيع وفرض الضرائب على المنتجات الغذائية للحد من الاستهلاك. في مايو 1916، فُرضت ضريبة على السكر عند 1.3 فرنك للكيلو، في حين فُرضت ضريبة على السمن المصنع، الذي حل محل الزبدة الشحيحة للغاية، من 2.70 إلى 3.10 فرنك للكيلو. أُدخل رغيف خبز قياسي، يسمى «الخبز الوطني»، في 29 يونيو 1916؛ كان مصنوعًا من طحين ريفي أكثر من الرغيف الأبيض الباريسي التقليدي. شُددت القيود أكثر في 25 فبراير 1917، مع اشتراط بيع نوع واحد فقط من أرغفة الخبز؛ كان يزن سبعمئة غرام، ويبلغ طوله ثمانين سنتمترًا، ويُباع بعد أربع وعشرين ساعة من خبزه. حُظر الخبز الخاص والبريوش. قُننت المواد الغذائية الأخرى أيضًا. قدم المجلس البلدي حصة قدرها 135 جرامًا من البطاطس يوميًا للشخص الواحد للأسر الفقيرة.

## باريس الصناعية
في حين كانت مناجم الفحم والمدن الصناعية الرئيسية في الشمال وراء الخطوط الألمانية، اضطرت الحكومة إلى إعادة تنظيم صناعة باريس لتوفير الكميات الهائلة من الأسلحة والذخائر التي يحتاج إليها الجيش. وجب على مصانع الذخائر في باريس إنتاج مئة ألف قذيفة مدفعية عيار 75 ميلليمتر يوميًا، بالإضافة إلى الذخائر الأخرى والمدافع والبنادق والشاحنات وسيارات الإسعاف والطائرات، وكذلك بناء أدوات الآلات ومعدات المصانع اللازمة لتوسيع الإنتاج. قاد هذا الجهد ألبرت توماس، وهو سياسي اشتراكي أصبح وزير الدولة للمدفعية. في عام 1915، كانت أكثر من ألف شركة في باريس تعمل في قطاع الدفاع الوطني. تقع معظم مصانع الدفاع في الأحياء الخارجية للمدينة، ولا سيما في المناطق الإدارية الثالثة عشرة والرابعة عشر والخامسة عشر والثامنة عشر. بُني مصنع كبير لشركة سيتروين في حي جافيل، وحُوّل مصنع رينو في بلدية بولون-بيانكور من صناعة السيارات إلى صنع سلاح ثوري جديد، وهو الدبابة. بنت شركة بلايريو ايروناتيك للطيران مصنعًا ضخمًا للطائرات في عام 1917 غطى 28,000 متر مربع في سوريسن. أُعيد تنظيم ورش العمل الصغيرة التقليدية لخدمة الصناعة الفرنسية في نظم تجميع ضخمة تتبع نموذج مصنع هنري فورد في الولايات المتحدة ودراسات الإنتاجية لفريدريك تايلور في الإدارة العلمية.

## السخط والإضرابات
خلال السنوات الثلاث الأولى من الحرب، دعمت جميع الطبقات والأحزاب السياسية عمومًا المجهود الحربي والجنود في الجبهة، وهو إجماع أُشير إليه باسم «الاتحاد المقدس». رغم ذلك، في ربيع عام 1917، بدأ عمال باريس المطالبة بالمزيد من التعويضات عن جهودهم. ارتفعت تكلفة المعيشة في باريس بنسبة 20% في عام 1915، و35% في عام 1916، و120% بين عام 1917 ونهاية الحرب في نوفمبر 1918. ارتفعت رواتب عمال المصانع 75% فقط خلال نفس الفترة، في حين ارتفعت رواتب موظفي الحكومة بنسبة 50% فحسب. بدأ العمال يطالبون بأجور أعلى، وظروف أفضل للعاملات النساء، وإنهاء استيراد العمال الأجانب.
بدأ الإضراب الأول، من قبل ألفي عاملة ملابس، والمعروف باسم «الفتيات الصغار» في 15 مايو 1917. طالبن بزيادة في الراتب بمقدار فرنك واحد في اليوم وعمل بدوام خمسة أيام في الأسبوع (يُشار إليه باسم «الأسبوع الإنجليزي»). امتد الإضراب إلى الحرف الأخرى، وتجمع عشرة آلاف من «الفتيات الصغار» خارج بورصة العمالة. وافق المفاوضون من صناعة الملابس على زيادة قدرها 75 سنتيم في اليوم ودوام خمسة أيام في الأسبوع، ولكن رُفض هذا الامتياز من قبل رابطة أصحاب العمل. وسارت عاملات «الفتيات الصغار» إلى الجمعية الوطنية، وفي 23 مايو، وافق أصحاب العمل على رفع أجورهن بفرنك واحد في اليوم وتوفير دوام لهن بخمسة أيام في الأسبوع.